# 太平洋諸島フォーラム
太平洋諸島フォーラム（たいへいようしょとうフォーラム、英：Pacific Islands Forum、PIF）は、南太平洋の独立国および自治政府を対象にした地域経済協力機構。もともとはフランスの核実験などに反対して結成された政治的団体であった。太平洋諸国会議ともいう。
旧宗主国主導の南太平洋委員会（SPC、1947年設立された地域協力機構。現在の名称は太平洋共同体）に対して、島嶼国の主体性を堅持し、結束を図ることを目的として1971年8月に南太平洋フォーラム (South Pacific Forum; SPF) として創設され、2000年10月に太平洋諸島フォーラム (PIF) と改称された。

## 南太平洋フォーラム (SPF) 時代
1971年の成立から1999年までの時期。域外に対して共同行動をし、問題に対処を中心としていた時期。
1960年代半ば、フランス（フランス領ポリネシア）による核実験が開始された。
ニュージーランドのウェリントンで開かれた首脳会議以来、オセアニア諸国首脳の対話の場として発展してきた。
1989年から域外援助国との対話を開始した。対話国は、日本などの環太平洋諸国である。アジア太平洋経済協力 (APEC) メンバー国との連携強化を望んでいる。
下記のような抗議や声明が今までに出された。政治討議が中心議題となることが多いが、本来は域内の経済発展の追求に主眼をおく。
- 1966年からのフランスによるムルロア環礁での核実験への抗議
- フランス領ニューカレドニアへの独立支援声明
- 1980年に日本が関係国に通告した科学技術庁提案で決定した低レベル放射性廃棄物海洋実験投棄計画（1981年、小笠原諸島北東の公海、北緯30度 東経147度 水深6000mの地点にドラム缶五千から一万缶の実験投棄を実施予定だった）への抗議。1982年、放射性廃棄物投棄計画の中止を求める南太平洋諸国住民の署名を前に、科学技術庁原子力安全局局長は、計画を破棄する考えがないことを明言し、低レベル放射性廃棄物の投棄は海洋汚染を引き起こさないと強調した。しかし、1985年1月、中曽根首相は、日本の首相として初の南太平洋地域公式訪問に先立ち、放射性廃棄物の太平洋への投棄計画を無期停止すると発表した。
- 2000年10月に、キリバスにおいて開催された第31回フォーラム首脳会議において、南太平洋地域の安全保障の枠組みを定めた「ビケタワ宣言」を採択。

日本政府は、2005年5月PIF諸国向けのごみ減量化、リサイクル支援を決めている。

## 近年の動向
事務局長はメラネシア、ポリネシア、そしてミクロネシアの3地域が輪番で務めるという紳士協定があったが、2021年2月4日の事務局長選挙でクック諸島（ポリネシア圏）のヘンリー・プナがマーシャル諸島（ミクロネシア圏）のジェラルド・ザッキオスを決選投票で破って事務局長に就任したことで、ミクロネシア圏の5カ国が反発。2021年2月9日、ミクロネシア圏の5カ国がPIFからの離脱を表明した。その後、2022年2月にミクロネシア圏5カ国は6月末までのプナの退任を期待し、離脱手続きを一時停止することを決定した。
2022年6月7日に加盟6カ国が事務局長選出にまつわる内部対立の解消と組織改革で合意。輪番制が正式ルールになることなどが決められ、対立解消が期待されたものの、3年ぶりとなる対面式首脳会談の直前の7月11日にキリバス（ミクロネシア圏）が改めて離脱を表明した。その後、キリバスはフォーラムから一度は脱退したものの、2023年2月には復帰を果たしている。

## 加盟国・地域等

加盟国・地域の地図

本部、事務局はフィジーの首都スバ。加盟国・地域は16。

### 援助供与国
- オーストラリア
- ニュージーランド

### メラネシア圏
- パプアニューギニア
- フィジー
- ソロモン諸島
- バヌアツ

### ポリネシア圏
- ツバル
- サモア
- トンガ
- クック諸島
- ニウエ

### ミクロネシア圏
- ミクロネシア連邦
- マーシャル諸島
- パラオ

- ナウル
- キリバス

※ミクロネシア圏の5カ国が2021年2月9日に離脱を表明、
その後ミクロネシア圏のキリバスが2022年7月11日に改めて離脱表明。

### 準メンバー
- ニューカレドニア
- フランス領ポリネシア

### オブザーバー
- トケラウ
- ウォリス・フツナ
- アメリカ領サモア
- グアム
- 北マリアナ諸島
- 東ティモール
- 国際連合
- イギリス連邦
- アジア開発銀行 (ADB)
- 中西部太平洋まぐろ類委員会 (WCPFC)

### パートナー
- カナダ
- 中国
- キューバ
- フランス
- インド
- イタリア
- 日本
- 韓国
- マレーシア
- フィリピン
- スペイン
- タイ
- トルコ
- イギリス
- アメリカ合衆国
- 欧州連合